# Richtlinie 2011/82/EU (Verkehrsdelikte-Richtlinie)
Durch die Richtlinie 2011/82/EU (Verkehrsdelikte-Richtlinie), sollte die „Rückverfolgbarkeit von Verkehrssündern in der gesamten EU“ gewährleistet und erreicht werden, „die Straßenverkehrssicherheit zu verbessern und die Gleichbehandlung aller Fahrer sicherzustellen“.

## Geschichte
Der Rat der Europäischen Union einigte sich im Dezember 2010 auf einen Vorschlag für eine Richtlinie zur Verfolgung von Verkehrssündern in der EU. Bereits 2008 bestanden entsprechende Vorarbeiten.
Der Europäische Gerichtshof (EuGH) hat in dem von der Kommission angestrengten Nichtigkeitsverfahren mit dem Urteil in der Rs. C-43/12 festgestellt, dass die Zielsetzung der Richtlinie hauptsächliche oder überwiegende die Verbesserung der Straßenverkehrssicherheit sei und daher als Rechtsgrundlage nicht Artikel 87 heranzuziehen sei, sondern Artikel 91 AEUV. Die Richtlinie 2011/82/EU wurde vom EuGH daher aufgehoben und dem Europäischen Parlament und dem Rat die Möglichkeit eingeräumt, binnen zwölf Monaten eine neue Richtlinie auf der korrekten Rechtsgrundlage zu erlassen. Die neue Richtlinie war daher bis spätestens 6. Mai 2015 zu erlassen. Die neue Richtlinie (EU) 2015/413 des Europäischen Parlamentes und des Rates vom 11. März 2015 zur Erleichterung des grenzüberschreitenden Austauschs von Informationen über die Straßenverkehrssicherheit gefährdende Verkehrsdelikte ist am 17. April 2015 in Kraft getreten.

## Ziele der Richtlinie
Die Hauptziele der Verkehrsdelikte-Richtlinie sind:
- Verbesserung der Straßenverkehrssicherheit als ein vorrangiges Ziel der Verkehrspolitik der Europäischen Union (Erwägungsgrund 1 der Richtlinie 2011/82/EU) und damit verbunden die
- Verringerung der Zahl der Toten und Verletzten und der Sachschäden (Erwägungsgrund 1 der Richtlinie 2011/82/EU), und
- die Gleichbehandlung von Fahrern (Erwägungsgrund 6 der Richtlinie 2011/82/EU) durch
- Informationsaustausch über die Straßenverkehrssicherheit gefährdende Verkehrsdelikte und die Durchsetzung von Sanktionen (Artikel 1 der Richtlinie 2011/82/EU)

wobei „die konsequente Ahndung von in der Union begangenen Straßenverkehrsdelikten, die die Straßenverkehrssicherheit erheblich gefährden“, hierzu nach Erwägungsgrund 1 der Richtlinie 2011/82/EU ein wichtiger Bestandteil der Verkehrspolitik der EU und der Mitgliedstaaten der Europäischen Union darstellen soll.

## Geltungsbereich der Richtlinie
Der Geltungsbereich der Richtlinie 2011/82/EU erstreckt sich gemäß Artikel 2 auf folgende die Straßenverkehrssicherheit gefährdende Verkehrsdelikte:
- Geschwindigkeitsübertretung,
- Nichtanlegen des Sicherheitsgurts,
- Überfahren eines roten Lichtzeichens,
- Trunkenheit im Straßenverkehr bzw. Fahren unter Drogeneinfluss,
- Nichttragen eines Schutzhelms,
- unbefugte Benutzung eines Fahrstreifens,
- rechtswidrige Benutzung eines Mobiltelefons oder anderer Kommunikationsgeräte beim Fahren.

## Rechtsgrundlage
Der Erlass der Richtlinie 2011/82/EU wurde auf insbesondere auf Artikel 87 Absatz 2 AEUV (Polizeiliche Zusammenarbeit) gestützt. Dies wurde bereits während der Erlassung der Richtlinie von der Europäischen Kommission als nicht geeignete Rechtsgrundlage angesehen und anstelle dieser Rechtsgrundlage Artikel 91 Absatz 1 Buchstabe c AEUV als korrekt genannt. Diese Sichtweise der Kommission hat der EuGH im darauf folgenden Nichtigkeitsverfahren in der Rs. C-43/12 auch als korrekt bestätigt.

## Aufbau der Richtlinie 2011/82/EU
Die Richtlinie 2011/82/EU hat folgenden Aufbau:
- Artikel 1 Ziele
- Artikel 2 Geltungsbereich
- Artikel 3 Begriffsbestimmungen
- Artikel 4 Verfahren für den Informationsaustausch zwischen den Mitgliedstaaten
- Artikel 5 Informationsschreiben zu dem die Straßenverkehrssicherheit gefährdenden Verkehrsdelikt
- Artikel 6 Berichterstattung der Mitgliedstaaten an die Kommission
- Artikel 7 Datenschutz
- Artikel 8 Unterrichtung der Verkehrsteilnehmer in der Union
- Artikel 9 Delegierte Rechtsakte
- Artikel 10 Ausübung der Befugnisübertragung
- Artikel 11 Überprüfung der Richtlinie
- Artikel 12 Umsetzung
- Artikel 13 Inkrafttreten
- Artikel 14 Adressaten
- ANHANG I EINZELDATEN IM ZUSAMMENHANG MIT DER SUCHE GEMÄß ARTIKEL 4
- ANHANG II MUSTERFORMBLATT FÜR DAS INFORMATIONSSCHREIBEN nach Artikel 5
- ERKLÄRUNG DER KOMMISSION ZUR RECHTSGRUNDLAGE

## Vorgangsweise – Informationsaustausch
Die Verfolgung von verkehrssicherheitsgefährdenden Verstößen in einem Unionsmitgliedsstaat wegen eines in der Richtlinie 2011/82/EU aufgezählten schwerwiegenden Verkehrsverstoßes mit einem in einem anderen Unionsmitgliedstaat zugelassenen Kraftfahrzeug erfolgt durch die nationale Kontaktstelle, welche in jedem Unionsmitgliedstaat besteht (Artikel 4 Richtlinie 2011/82/EU). Die nationale Kontaktstelle kann die Daten des Fahrzeugs und des Halters des Fahrzeuges direkt abfragen. Der andere Unionsmitgliedstaat muss die Daten zur Verfügung stellen. Die Richtlinie hat im Anhang II ein Muster eines Informationsschreibens angeführt, dessen Verwendung jedoch den Mitgliedstaaten überlassen ist (Artikel 5 Abs. 2 Richtlinie 2011/82/EU).
Wird eine entsprechend eingeforderte Strafe vom Verkehrsteilnehmer nicht bezahlt, können diese rechtskräftig verhängten Strafen auf der Grundlage des Rahmenbeschlusses 2005/214/JI durch die nationalen Behörden zwangsweise eingetrieben werden, sofern:
- ein nationales Gesetz zur grenzüberschreitenden Vollstreckung im Unionsmitgliedstaat besteht und
- die Strafe EURO 70,- übersteigt (mit Ausnahmen, wenn bereits ein diesbezügliches Abkommen besteht wie z. B. zwischen Deutschland und Österreich – Abkommen aus dem Jahr 1988 – Mindeststrafhöhe: 25 EURO).[8]

## Änderungen bestehender Richtlinien und außer Kraft treten
Die Richtlinie 2011/82/EU wurde durch den EuGH in der Rs. C-43/12 vom 6. Mai 2014 für nichtig erklärt. Die Richtlinie 2011/82/EU musste innerhalb eines Jahres durch eine neue Richtlinie ersetzt werden, die sich auf die richtige Rechtsgrundlage stützt (Artikel 91 Absatz 1 Buchstabe c AEUV). Die Richtlinie 2011/82/EU wäre daher jedenfalls, auch wenn keine neue Richtlinie erlassen worden wäre, mit 6. Mai 2015 außer Kraft getreten.

## Nichtteilnahme
„Gemäß den Artikeln 1 und 2 des dem Vertrag über die Europäische Union und dem Vertrag über die Arbeitsweise der Europäischen Union beigefügten Protokolls (Nr. 21) über die Position des Vereinigten Königreichs und Irlands hinsichtlich des Raums der Freiheit, der Sicherheit und des Rechts und unbeschadet des Artikels 4 dieses Protokolls beteiligen sich diese Mitgliedstaaten nicht an der Annahme dieser Richtlinie und sind weder durch diese gebunden noch zu ihrer Anwendung verpflichtet.“

„Gemäß den Artikeln 1 und 2 des dem Vertrag über die Europäische Union und dem Vertrag über die Arbeitsweise der Europäischen Union beigefügten Protokolls (Nr. 22) über die Position Dänemarks beteiligt sich Dänemark nicht an der Annahme dieser Richtlinie und ist weder durch diese gebunden noch zu ihrer Anwendung verpflichtet.“

An der neuen Richtlinie hingegen, die auf Art 91 Abs. 1 c AEUV gestützt wird (Verkehr), werden sich auch Dänemark, Irland und das Vereinigte Königreich beteiligen. Die neue Richtlinie gilt daher ab 2017 für alle Mitgliedstaaten der Europäischen Union und den EWR. „Die Ausweitung der geltenden Vorschriften auf das Vereinigte Königreich, Irland und Dänemark ist die wichtigste Änderung aufgrund der neuen Richtlinie zur grenzüberschreitenden Durchsetzung von Sanktionen, die der Rat am 2. März 2015 angenommen hat.“ Die bereits umgesetzte Richtlinie 2011/82/EU ist dann für alle anderen Unionsmitgliedstaaten in der Fassung der neuen Richtlinie verbindlich.